# اتفاق سينترا
اتفاق سينترا (بالإسبانية: Acuerdo de Cintra) هو اتفاق تم توقيعه بين المملكتين المغربية و الإسبانية يوم 1 أبريل 1958. بموجب هذه الإتفاقية، تم إيقاف حرب إفني، كما قامت السلطات الإسبانية بتسليم إقليم طرفاية للمغرب، و هو إقليم كان تحت الحماية الإسبانية خلال بداية القرن العشرين.

## تفاصيل الإتفاق
ما بين 31 مارس و 2 أبريل 1958، إلتقا وزيرا خارجية المغرب و إسبانيا، أحمد بلافريج و فرناندو ماريا كاستييلا في منطقة سنترا بالصحراء الإسبانية (120 كلم جنوب مدينة الداخلة) بشكل سرّي، من أجل الإتفاق عن إيقاف حرب إفني و المناوشات بين الجيش الإسباني و جيش التحرير. بعد الإتفاق، انسحبت القوات الإسبانية فعليا من منطقة طرفاية يوم 10 أبريل 1958، و لكن الإتفاق لم يناقش الانسحاب من سيدي إفني (انسحبت منه إسبانيا لاحقا في 1969)، و لا من الصحراء أو من المدن المتواجدة شمال المغرب.